# Нуриев, Айдар Маратович
Айда́р Мара́тович Нури́ев (6 декабря 1994, Казань, Республика Татарстан, Российская Федерация) — российский автогонщик, мастер спорта международного класса, пилот чемпионата Европы по ралли-кроссу в классе Super1600, стал вице-чемпионом турнира в год своего дебюта (2018) и обладателем чемпионского звания уже на второй год участия (2019). Обладатель Кубка России по кольцевым гонкам в классе «Национальный» в рекордном по числу участников сезоне 2017. Вице-чемпион России по ралли-кроссу (класс «Национальный», 2016) и зимним трековым гонкам (класс N-1600, 2017). Двукратный чемпион Татарстана по кольцевым гонкам (2013 и 2017), чемпион Татарстана 2018 по зимним трековым гонкам и трёхкратный обладатель кубка Татарстана по зимним трековым гонкам (2014—2016). Первый победитель татарстанского кольцевого турнира Canyon Cup (2016).

## Спортивная карьера
Айдар Нуриев в десятилетнем возрасте (в 2005-м) начал заниматься картингом, а в возрасте 12 лет дебютировал в соревнованиях по этому виду автоспорта. И в первый же год смог одержать победу.
В возрасте 17 лет состоялся дебют Айдара за рулём специального подготовленного легкового автомобиля, и с тех пор пилот преимущественно выступает в различных видах кузовных гонок. Первый старт произошёл в мае 2012-го, на первом этапе Кубка России по ралли-кроссу, проходившем в Казани. По итогам заездов в классе «Лада» Нуриев занял седьмое место. Но главным турниром на 2012 год был избран Кубок России по кольцевым гонкам в зачёте «Национальный», в рамках Russian Racing Championship. Казанец пропустил стартовый этап, а затем смог сразу включиться в борьбу за попадание в призёры по итогам турнира. Семь раз он поднимался на подиум в четырнадцати заездах, и занял общее 4 место из 21-го.

### 2013
Зимой 2013 года Айдар впервые принял участие в соревнованиях по зимним трековым гонкам, в последующем этот вид автоспорта стал одним из приоритетных для казанца. В 2013—2015 годах Нуриев принимал участие в трёх турнирах по треку — Кубке России, чемпионате и кубке Татарстана. Сезон 2013 был посвящён в первую очередь обучению и получению наката в данной дисциплине.
А в летнем Кубке России по кольцевым гонкам Айдар фигурировал как один из фаворитов, им были одержаны первые победы в классе «Национальный» (две засчитанные в итог, плюс первое место во внезачётной тольяттинской гонке). В каждой третьем заезде он финишировал на призовом подиуме. Но из-за нескольких неудачных результатов в финале сезона, занял только пятое итоговое место.
В то же время, Нуриев стал в 2013-м победителем первого в истории Открытого чемпионата Татарстана по кольцевым гонкам (ОЧРТ), где выиграл четыре гонки из восьми, и семь раз поднимался на пьедестал почёта.

### 2014
В 2014-м казанский пилот добился высоких результатов и в зимних трековых гонках. Смог стать пятым в Кубке России, четвёртым в Чемпионате Татарстана и выиграл Кубок Татарстана.
В этом же году Айдар впервые стал призёром турнира в российском ралли-кроссе. Он занял второе место в Кубке России, в дивизионе Д2‐2500 (Национальный), выступая, как и во всех предыдущих стартах в кузовных гонках, на отечественной Lada Kalina. И тогда же, в 2014-м, Нуриев впервые участвовал в соревнованиях на мощной «иномарке», у Салавата Фатхетдинова был приобретён полноприводный Ford Focus RS RX с двухлитровым турбодвигателем мощностью около 550 л. с. На нём 19-летний казанец выиграл первую свою гонку в автокроссе, этап Кубка России в Дивизионе 1. А в Чемпионате России по ралли-кроссу он стал на этой машине девятым по итогам года (в Дивизионе Supercars).
Республиканский кольцевой турнир ОЧРТ Айдар закончил вице-чемпионом, а в Кубке России по кольцевым гонкам занял шестое итоговое место.

### 2015
Зимой 2015-го Нуриев второй год подряд выиграл в Кубке РТ по трековым гонкам и стал бронзовым призёром Чемпионата Татарстана по этому виду автоспорта. Далее в течение года казанец впервые смог войти в число призёров Кубка России по кольцевым гонкам, в рамках турнира РСКГ. Почти весь сезон он выступал за коллектив ТАИФМОТОРСПОРТ на привычной для себя Lada Kalina, а на шестом этапе Айдар вывел на старт Kia Rio и смог принести первую победу для этой модели в классе «Национальный».

### 2016
Сезон 2016 стал для Айдара самым насыщенным в карьере по количеству официальных турниров, в которых он участвовал — двенадцать. Начался год с «бронзы» в чемпионате России по трековым гонкам с одной победой на этапе. Это был дебютный старт для Нуриева в данном турнире. Плюс к этому, казанец третий год подряд стал победителем Кубка Татарстана по «треку».
Параллельно он финишировал вторым в крупном картинговом турнире-монокубке Winter Rotax Max Kazan, собравшем более полусотни участников, включая большую группу профессиональных автоспортсменов.
Сразу несколько наград Айдар завоевал в конце сезона. Ему удалось занять серебряную строчку пьедестала почёта в таких турнирах как чемпионат России по ралли‐кроссу (класс Национальный), Кубок России по ралли-кроссу (класс Суперавто) и чемпионат Татарстана по кольцевым гонкам (класс Национальный). Кроме этого, он выиграл в дебютном кольцевом турнире-монокубке Canyon Cup (все участники которого стартовали на Lada Granta Sport), и в Кубке Татарстана по кольцевым гонкам (в зачёте «Национальный РТ»).

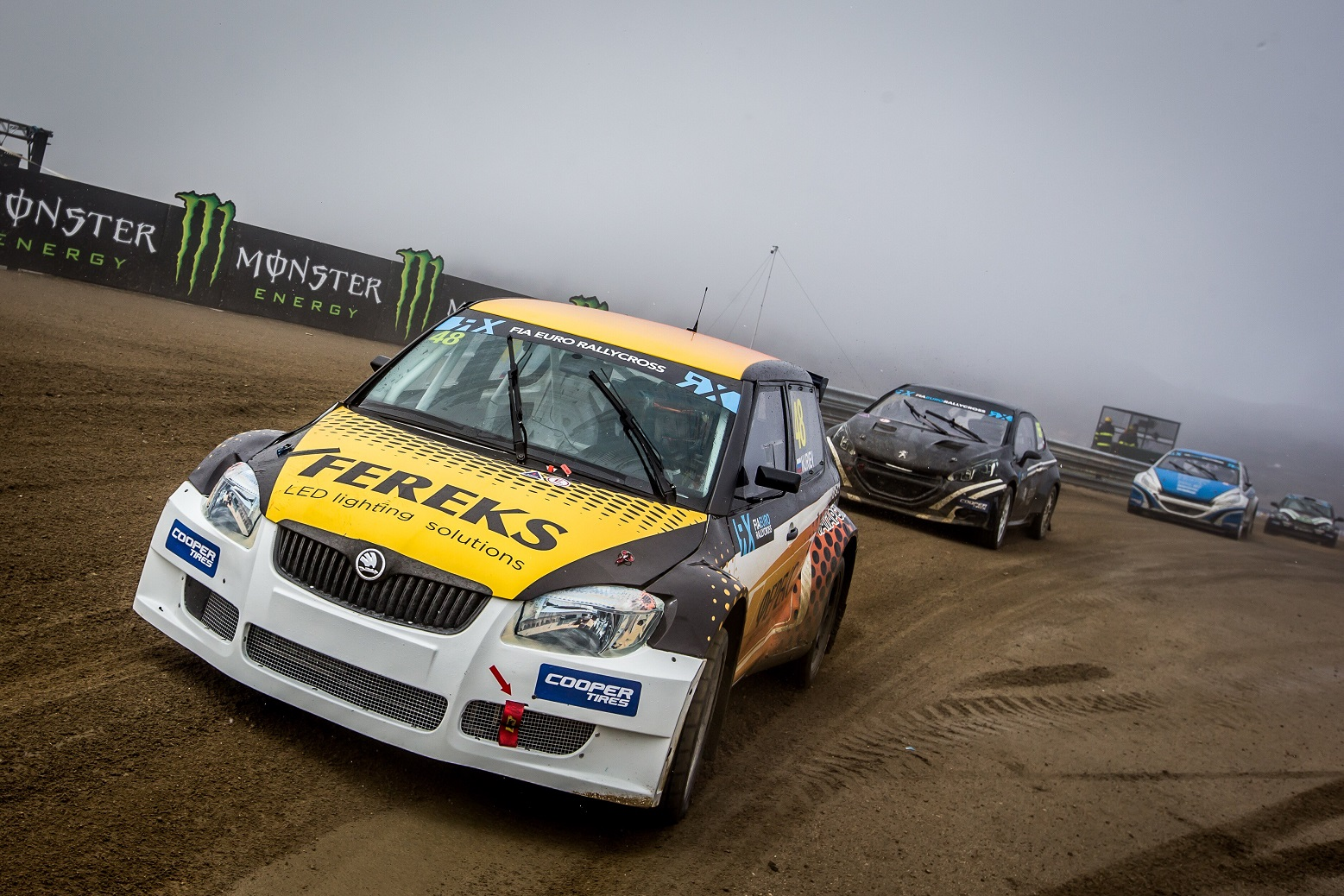
Айдар Нуриев пилотирует Škoda Fabia на португальском этапе чемпионата Европы по ралли-кроссу

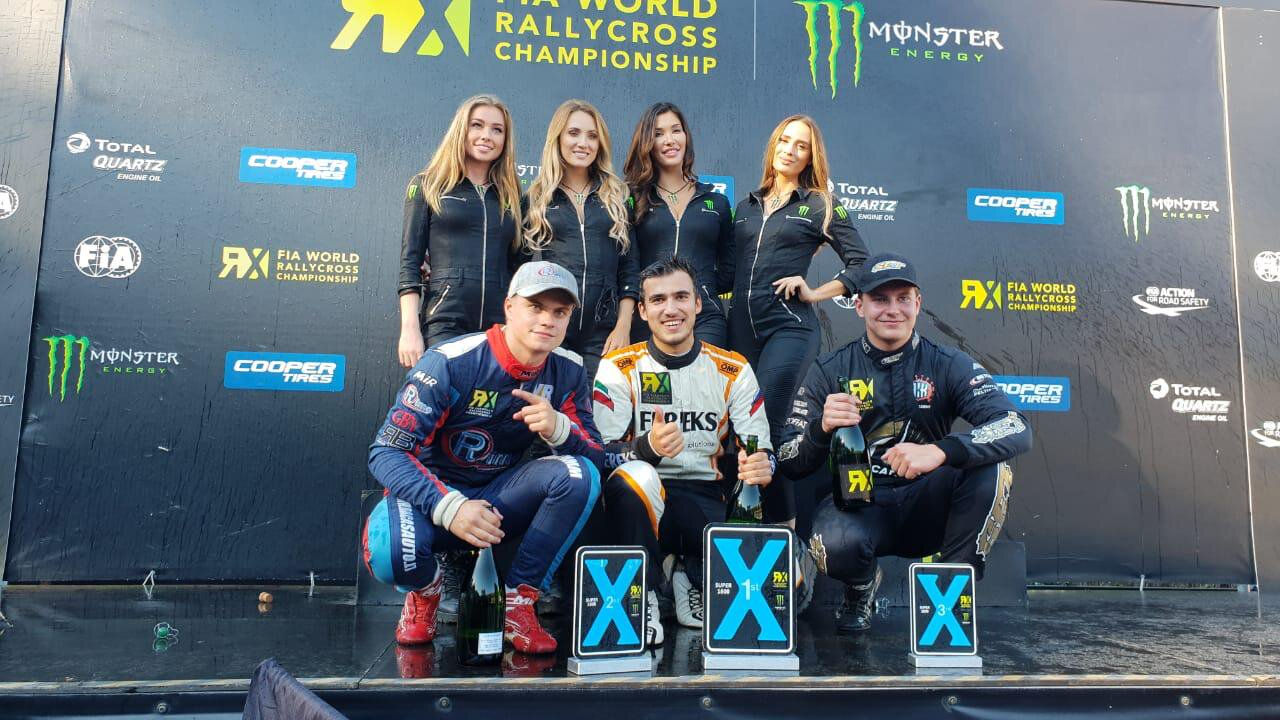
Айдар Нуриев (в центре) выиграл немецкий этап чемпионата Европы 2018 по ралли-кроссу

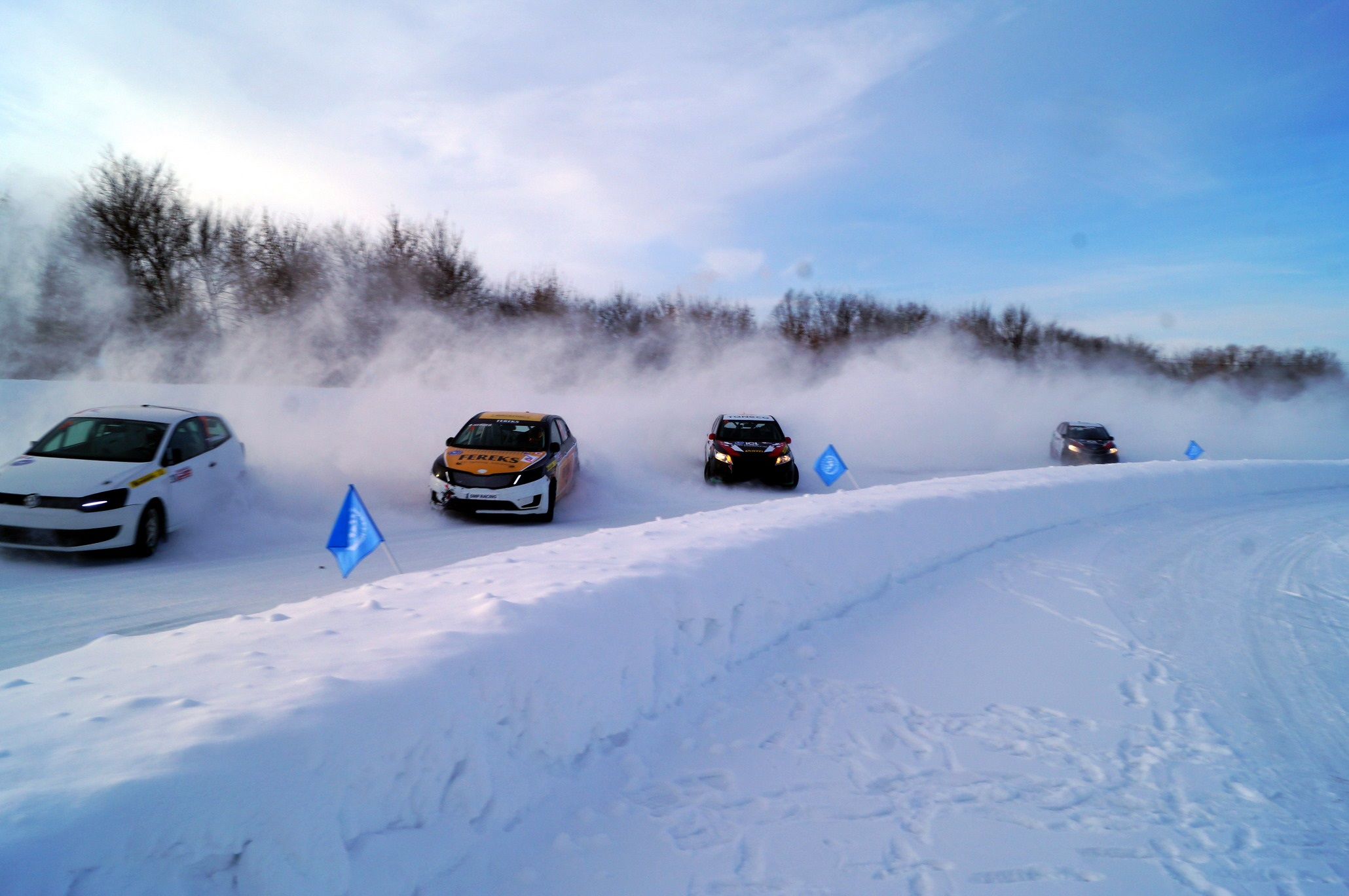
Айдар Нуриев (второй слева) ведёт борьбу на трассе зимних трековых гонок

### 2017
В сезоне 2017 Айдар вновь был одним из главных фаворитов в зимних трековых гонках, получил звание вице-чемпиона сразу в двух чемпионатах — России и Татарстана. Был третьим в дебютном розыгрыше зимнего турнира-монокубка Winter Canyon Cup.
Главная ставка в 2017-м Нуриевым была сделана на Кубок России по кольцевым гонкам в классе «Национальный». Он выиграл первую гонку сезона, и далее смог удерживать лидерство на протяжении всего семиэтапного турнира, став единственным пилотом в истории зачёта «Национальный», кому такое удалось осуществить. При этом в классе заявилось 48 пилотов — абсолютный рекорд за всё существование серии РСКГ.
Также, Айдар смог во второй раз в карьере стать чемпионом Республики Татарстан по кольцевым гонкам.
В сентябре состоялся дебют Нуриева в Чемпионате Европы по автокроссу. На финальном французском этапе казанец смог быстро адаптироваться, выиграл заключительный третий квалификационный хит и стал вторым по итогам всей квалификационной сессии. Но в финальном заезде в результате удара от машины соперника сошёл с трассы.
Закончился сезон участием в престижной кольцевой гонке «Akhmat Race 2017», впервые проводившейся на трассе «Крепость Грозная». Казанский экипаж в составе Айдара Нуриева и Рафаэля Фаттахова на Kia Rio имел возможность выиграть 100-круговой марафон, но из-за допущенных неточностей в подсчёте гандикапов, татарстанцы заняли второе место.

### 2018
Зимой 2018-го Айдару удалось впервые победить в чемпионате Татарстана по трековым гонкам, и в престижных благотворительных соревнованиях по зимним трековым гонкам «Кубок Салавата».
А главным событием всего сезона для него явился дебют в чемпионате Европы по ралли-кроссу. Нуриев был заявлен за коллектив Volland Racing в классе Super1600. В первых двух гонках турнира Айдар показывал хорошую скорость, но в финале стартового этапа он повредил машину, а во время второго раунда тренерский штаб допустил ошибку в тактике прохождения джокер-петли. Набравшись опыта и освоившись в новой для себя серии, в четырёх последующих гонках казанец смог одержать две победы и дважды прийти вторым, что обеспечило ему звание вице-чемпиона с отставанием всего в 4 очка от победителя.

### 2019
Сезон 2019 традиционно начался для Нуриева с участия в трековых гонках. Он занял пятое место в чемпионате России и четвёртое в чемпионате Татарстана. А основным турниром для него второй год подряд стал чемпионат Европы по ралли-кроссу (сезона 2019). В марте было объявлено о том, что Айдар продолжит старты в классе Super1600 за команду Volland Racing. Самое важное изменение — смена автомобиля, морально устаревшая Škoda Fabia Mk2 заменена на современную модель Audi A1s. На ней казанец победил в двух стартовых этапах турнира, в Барселоне и Спа, а после победы во Франции ему не хватало всего одного очка перед финальным этапом, чтобы стать чемпионом Европы. Во время финального латвийского этапа обеспечил себе чемпионский титул уже в квалификационных заездах. Айдар стал вторым российским пилотом победившем в переднеприводном 1,6-литровом классе Super1600 европейского чемпионата, после Сергея Загумённова (2014). Ранее в этом турнире также побеждал Тимур Тимерзянов (2010), когда зачёт носил название Division 1A.
В перерывах между этапами ERX'2019, Нуриев продолжил стартовать в Российской серии кольцевых гонок, где впервые вывел на старт седан Ravon Nexia R3, в классе Туринг-Лайт. Завоевал на нём три подиума, включая одну победу.

### Околоспортивные активности и тесты
Принимал участие в большом автомотошоу Kazan City Racing 2014, проходившем в центре столицы Татарстана, у стен Казанского кремля.

## Статистика выступлений

### Сводная таблица[К 2][К 1][К 3][8][12][38]
| Год     | Серия (класс авто)                                      | Команда (автомобиль)                               | Гонки | Победы | Поулы | Подиумы | Очки  | Место |
| ------- | ------------------------------------------------------- | -------------------------------------------------- | ----- | ------ | ----- | ------- | ----- | ----- |
| 2007-11 | Чемпионат Татарстана по картингу                        | Личный зачёт                                       | НД    | НД     | НД    | НД      | НД    | НД    |
| 2012    | Кубок России по ралли-кроссу (Lada)                     | Личный зачёт (Lada Kalina)                         | 2     | 0      | НД    | 0       | НД    | 8     |
| 2012    | RRC, кубок России (Национальный)                        | Личный зачёт (Lada Kalina)                         | 14    | 0      | НД    | 7       | 560   | 4     |
| 2013    | Кубок России по трековым гонкам (Национальный)          | Личный зачёт (Lada Kalina)                         | 5     | 0      | НД    | 0       | 31,6  | 14    |
| 2013    | Чемпионат Татарстана по трековым гонкам (Национальный)  | Личный зачёт (Lada Kalina)                         | 3     | 0      | НД    | 0       | НД    | 7     |
| 2013    | Кубок Татарстана по трековым гонкам (United)            | Личный зачёт (Lada Kalina)                         | 2     | 0      | НД    | 0       | НД    | 10    |
| 2013    | Чемпионат Татарстана по кольцевым гонкам (Национальный) | KAMA-EURO (Lada Kalina)                            | 8     | 4      | НД    | 7       | НД    | 1     |
| 2013    | RRC, кубок России (Национальный)                        | Личный зачёт (Lada Kalina)                         | 14    | 2      | 0     | 5       | 466   | 5     |
| 2013    | Кубок России по ралли-кроссу (Д2-Lada)                  | KAMA-EURO (Lada Kalina)                            | 2     | 0      | НД    | 1       | 121   | 5     |
| 2014    | Чемпионат Татарстана по картингу (KZ2)                  | Личный зачёт                                       | 2     | 0      | НД    | 0       | 9     | 14    |
| 2014    | Кубок России по трековым гонкам (Национальный)          | KAMA-EURO (Lada Kalina)                            | 5     | 0      | НД    | 1       | 86,4  | 5     |
| 2014    | Чемпионат Татарстана по трековым гонкам (Национальный)  | KAMA-EURO (Lada Kalina)                            | 3     | 0      | НД    | 0       | НД    | 4     |
| 2014    | Кубок Татарстана по трековым гонкам (United)            | KAMA-EURO (Lada Kalina)                            | 3     | 1      | НД    | 2       | НД    | 1     |
| 2014    | Кубок России по автокроссу (D1)                         | KAMA-EURO (Ford Focus)                             | 1     | 1      | НД    | 1       | 60    | 4     |
| 2014    | Кубок России по ралли-кроссу (Национальный, D2‐2500)    | KAMA-EURO (Lada Kalina)                            | 3     | 2      | НД    | 2       | 197   | 2     |
| 2014    | Чемпионат России по ралли-кроссу (Supercars)            | KAMA-EURO (Ford Focus)                             | 2     | 0      | НД    | 0       | 66    | 9     |
| 2014    | Чемпионат Татарстана по кольцевым гонкам (Национальный) | Личный зачёт (Lada Kalina)                         | 8     | 4      | НД    | 5       | 546   | 2     |
| 2014    | РСКГ, кубок России (Национальный)                       | Личный зачёт (Lada Kalina)                         | 12    | 0      | НД    | 2       | 543   | 6     |
| 2015    | Кубок России по трековым гонкам (Национальный)          | Viatti Racing Team (Lada Kalina)                   | 4     | 0      | НД    | 2       | НД    | 7     |
| 2015    | Чемпионат Татарстана по трековым гонкам (Национальный)  | Viatti Racing Team (Lada Kalina)                   | 3     | 0      | НД    | 2       | НД    | 3     |
| 2015    | Кубок Татарстана по трековым гонкам (Объединённый)      | Viatti Racing Team (Lada Kalina)                   | 3     | 1      | НД    | 3       | НД    | 1     |
| 2015    | Кубок России по ралли-кроссу (Национальный, D2‐2500)    | Viatti Racing Team (Lada Kalina)                   | 2     | 1      | НД    | 2       | 44    | 7     |
| 2015    | Чемпионат России по ралли-кроссу (D1, Superauto)        | Viatti Racing Team (Ford Focus)                    | 1     | 0      | 0     | 0       | 0     | 16    |
| 2015    | РСКГ, кубок России (Национальный)                       | TAIFMOTORSPORT (Lada Kalina/Kia Rio)               | 14    | 1      | НД    | 5       | 154,5 | 3     |
| 2016    | Winter Rotax Max Kazan (Rotax Max)                      | Личный зачёт                                       | 5     | 2      | НД    | 4       | 494   | 2     |
| 2016    | Чемпионат России по трековым гонкам (Национальный)      | Личный зачёт (Lada Kalina)                         | 2     | 1      | НД    | 1       | 178   | 3     |
| 2016    | Кубок России по трековым гонкам (Национальный)          | Личный зачёт (Lada Kalina)                         | 4     | 0      | НД    | 0       | 66,6  | 6     |
| 2016    | Чемпионат Татарстана по трековым гонкам (Национальный)  | Личный зачёт (Lada Kalina)                         | 3     | 0      | НД    | 0       | НД    | 8     |
| 2016    | Кубок Татарстана по трековым гонкам (United)            | Личный зачёт (Lada Kalina)                         | 3     | 1      | НД    | 2       | НД    | 1     |
| 2016    | РСКГ, чемпионат России (Туринг-Лайт)                    | Личный зачёт (Lada Kalina)                         | 2     | 0      | 0     | 0       | 158   | 17    |
| 2016    | Canyon Cup (Lada Granta Sport)                          | Личный зачёт (Lada Granta Sport)                   | 4     | 3      | НД    | 4       | 70    | 1     |
| 2016    | Кубок Татарстана по кольцевым гонкам (Национальный РФ)  | NEFIS Racing Division (Lada Kalina)                | 2     | 1      | НД    | 1       | 107   | 2     |
| 2016    | Кубок Татарстана по кольцевым гонкам (Национальный РТ)  | NEFIS Racing Division (Lada Kalina)                | 2     | 2      | НД    | 2       | 61    | 1     |
| 2016    | Чемпионат Татарстана по кольцевым гонкам (Национальный) | Личный зачёт (Lada Kalina)                         | 8     | 2      | НД    | 5       | 610,4 | 2     |
| 2016    | Чемпионат России по ралли-кроссу (Национальный)         | Viatti Racing Team (Lada Kalina)                   | 7     | 1      | НД    | 3       | 133   | 2     |
| 2016    | Кубок России по ралли-кроссу (Superauto)                | Личный зачёт (Ford Focus)                          | 3     | 1      | НД    | 3       | 62    | 2     |
| 2017    | Winter Rotax Max Kazan (Rotax Max)                      | Личный зачёт                                       | 1     | 0      | НД    | 0       | 57    | 25    |
| 2017    | Winter Canyon Cup (Lada Granta Sport)                   | Личный зачёт (Lada Granta Sport)                   | 2     | 0      | НД    | 2       | 67    | 3     |
| 2017    | Чемпионат России по трековым гонкам (N-1600)            | FEREKS Racing Team (Lada Kalina)                   | 4     | 1      | НД    | 3       | 289,4 | 2     |
| 2017    | Кубок России по трековым гонкам (Национальный)          | FEREKS Racing Team (Lada Kalina)                   | 1     | 0      | НД    | 0       | 8     | 18    |
| 2017    | Чемпионат Татарстана по трековым гонкам (A-1600)        | FEREKS Racing Team (Lada Kalina)                   | 2     | 1      | НД    | 1       | НД    | 2     |
| 2017    | Чемпионат России по ралли-кроссу (Национальный)         | FEREKS Racing Team (Lada Kalina)                   | 2     | 0      | НД    | 1       | 46    | 10    |
| 2017    | Чемпионат России по ралли-кроссу (Superauto)            | FEREKS Racing Team (Ford Focus)                    | 2     | 0      | НД    | 1       | 41    | 5     |
| 2017    | Чемпионат Татарстана по кольцевым гонкам (Национальный) | FEREKS Racing Team (Kia Rio)                       | 8     | 4      | НД    | 7       | НД    | 1     |
| 2017    | РСКГ, кубок России (Национальный)                       | FEREKS Racing Team (Kia Rio)                       | 14    | 2      | НД    | 8       | 201   | 1     |
| 2017    | Чемпионат Европы по автокроссу (TouringAutocross)       | Личный зачёт (Renault Clio)                        | 1     | 0      | 1     | 0       | 24    | 11    |
| 2018    | Winter Canyon Cup (Lada Granta Sport)                   | Личный зачёт (Lada Granta Sport)                   | НД    | НД     | НД    | НД      | 128   | 4     |
| 2018    | Чемпионат России по трековым гонкам (N-1600)            | FEREKS Racing Team (Kia Rio)                       | 3     | 1      | НД    | 2       | 210,2 | 5     |
| 2018    | Чемпионат Татарстана по трековым гонкам (A-1600)        | FEREKS Racing Team (Kia Rio)                       | НД    | НД     | НД    | НД      | НД    | 1     |
| 2018    | Чемпионат Европы по ралли-кроссу (Super1600)            | Volland Racing (Skoda Fabia)                       | 6     | 2      | 2     | 4       | 138   | 2     |
| 2018    | Чемпионат России по ралли-кроссу (Национальный)         | FEREKS Racing Team (Lada Kalina)                   | 2     | 1      | НД    | 2       | 56    | 8     |
| 2018    | Чемпионат Татарстана по кольцевым гонкам (Национальный) | FEREKS Racing Team (Kia Rio)                       | 4     | 2      | НД    | 2       | 381,5 | 4     |
| 2018    | РСКГ, кубок России (Национальный)                       | BRAGIN Racing Team (Lada Kalina)/AG Team (Kia Rio) | 4     | 0      | 0     | 0       | 31    | 18    |
| 2019    | Чемпионат России по трековым гонкам (N-1600)            | FEREKS Racing Team (Kia Rio)                       | 3     | 0      | НД    | 1       | 161   | 4     |
| 2019    | Чемпионат Татарстана по трековым гонкам (N-1600)        | FEREKS Racing Team (Kia Rio)                       | 2     | 0      | НД    | 1       | 78    | 4     |
| 2019    | Winter Canyon Cup (Lada Granta Sport)                   | Личный зачёт (Lada Granta Sport)                   | НД    | НД     | НД    | НД      | 41    | 13    |
| 2019    | Чемпионат Европы по ралли-кроссу (Super1600)            | Volland Racing (Audi A1s)                          | 6     | 3      | 5     | 4       | 156   | 1     |
| 2019    | РСКГ, Чемпионат России (Туринг-Лайт)                    | RAVON Racing Team (Ravon Nexia R3)                 | 9     | 1      | 0     | 3       | 92    | 7     |
| Год     | Серия (класс авто)                                      | Команда (автомобиль)                               | Гонки | Победы | Поулы | Подиумы | Очки  | Место |

НД — нет данных.

### Результаты выступлений по сериям
| Легенда к таблице |                                                                    |
| --- | ------------------------------------------------------------------ |
| Расшифровка обозначений и цветов представлена в нижеследующей таблице. |                                                                    |
| \| Пример \| Описание \| \| ------------ \| ------------------------------------------------------------------ \| \| 1 \| Победитель \| \| 2 \| Второе место \| \| 3 \| Третье место \| \| 5 \| Финишировал, заработав очки \| \| Сход \| Не финишировал, но при этом заработал очки \| \| 12 \| Финишировал, не получив очков \| \| НКЛ \| Финишировал, но не попал в финальную классификацию \| \| 15 \| Участвовал вне зачёта, либо по отдельной классификации \| \| 18 \| Не финишировал, но попал в финальную классификацию \| \| Сход \| Не финишировал \| \| НКВ \| Не прошёл квалификацию \| \| НПКВ \| Не прошёл предквалификацию \| \| ДСК \| Дисквалифицирован \| \| ИСК \| Исключён из протокола соревнований \| \| ТТ \| Заявлен для участия только в тренировках \| \| НС \| Участвовал в квалификации, но не стартовал в гонке \| \| Т \| Травмирован или болен \| \| ОТК \| Отказ от участия \| \| НТР \| Прибыл на соревнования, но на трассу не выезжал \| \| НПР \| Был заявлен в числе участников, но не прибыл к началу соревнований \| \| О \| Соревнования отменены \| \| \| Не участвовал \| \| Поул-позиция \| \| \| Быстрый круг \| \| |                                                                    |
| Пример | Описание                                                           |
| 1 | Победитель                                                         |
| 2 | Второе место                                                       |
| 3 | Третье место                                                       |
| 5 | Финишировал, заработав очки                                        |
| Сход | Не финишировал, но при этом заработал очки                         |
| 12 | Финишировал, не получив очков                                      |
| НКЛ | Финишировал, но не попал в финальную классификацию                 |
| 15 | Участвовал вне зачёта, либо по отдельной классификации             |
| 18 | Не финишировал, но попал в финальную классификацию                 |
| Сход | Не финишировал                                                     |
| НКВ | Не прошёл квалификацию                                             |
| НПКВ | Не прошёл предквалификацию                                         |
| ДСК | Дисквалифицирован                                                  |
| ИСК | Исключён из протокола соревнований                                 |
| ТТ | Заявлен для участия только в тренировках                           |
| НС | Участвовал в квалификации, но не стартовал в гонке                 |
| Т | Травмирован или болен                                              |
| ОТК | Отказ от участия                                                   |
| НТР | Прибыл на соревнования, но на трассу не выезжал                    |
| НПР | Был заявлен в числе участников, но не прибыл к началу соревнований |
| О | Соревнования отменены                                              |
| | Не участвовал                                                      |
| Поул-позиция |                                                                    |
| Быстрый круг |                                                                    |

#### Результаты выступлений в RRC

##### Национальный
| Год  | Команда      | Автомобиль  | 1       | 2     | 3       | 4          | 5       | 6       | 7          | 8       | 9       | 10      | 11         | 12       | 13      | 14      | 15      | 16    | Место | Очки |
| ---- | ------------ | ----------- | ------- | ----- | ------- | ---------- | ------- | ------- | ---------- | ------- | ------- | ------- | ---------- | -------- | ------- | ------- | ------- | ----- | ----- | ---- |
| 2012 | Личный зачёт | Lada Kalina | СМО 1   | СМО 2 | КАЗ 1 4 | КАЗ 2 8    | НИЖ 1 2 | НИЖ 2   | АДМ 1 Сход | АДМ 2 3 | MRW 1 3 | MRW 2 3 | СМО 1 4    | СМО 2 6  | НИЖ 1 2 | НИЖ 2   | СМО 1 5 | СМО 2 | 4     | 560  |
| 2013 | Личный зачёт | Lada Kalina | НИЖ 1 4 | НИЖ 2 | MRW 1   | MRW 2 Сход | СМО 1 4 | СМО 2 4 | КАЗ 1 3    | КАЗ 2 1 | КАЗ 1 4 | КАЗ 2 5 | СМО 1 Сход | СМО 2 10 | НИЖ 1 3 | НИЖ 2 8 | ТОЛ 1*  |       | 5     | 466  |

* — результаты заезда были отменены.

#### Результаты выступлений вРСКГ

##### Национальный
| Год  | Команда              | Автомобиль  | 1       | 2       | 3       | 4       | 5          | 6          | 7        | 8        | 9          | 10       | 11         | 12      | 13         | 14       | 15    | 16    | Место | Очки  |
| ---- | -------------------- | ----------- | ------- | ------- | ------- | ------- | ---------- | ---------- | -------- | -------- | ---------- | -------- | ---------- | ------- | ---------- | -------- | ----- | ----- | ----- | ----- |
| 2014 | Личный зачёт         | Lada Kalina | СМО 1   | СМО 2   | MRW 1 4 | MRW 2 3 | НИЖ 1 6    | НИЖ 2 Сход | КАЗ 1 20 | КАЗ 2 4  | КАЗ 1 7    | КАЗ 2 14 | СМО 1 4    | СМО 2   | СОЧ 1 Сход | СОЧ 2 14 | СМО 1 | СМО 2 | 6     | 543   |
| 2015 | СТК «ТАИФМОТОРСПОРТ» | Kia Rio     | НИЖ 1 3 | НИЖ 2 5 | СМО 1 7 | СМО 2   | СОЧ 1 5    | СОЧ 2 Сход | КАЗ 1 4  | КАЗ 2 13 | СМО 1 Сход | СМО 2 4  | MRW 1      | MRW 2   | КАЗ 1 3    | КАЗ 2 10 |       |       | 3     | 154,5 |
| 2017 | FEREKS Racing Team   | Kia Rio     | ГРО 1   | ГРО 2   | СМО 1 3 | СМО 2 1 | НИЖ 1 5    | НИЖ 2      | КАЗ 1 7  | КАЗ 2 3  | СМО 1 2    | СМО 2 5  | MRW 1 Сход | MRW 2 8 | КАЗ 1 2    | КАЗ 2 16 |       |       | 1     | 201   |
| 2018 | BRAGIN Racing Team   | Lada Kalina | ГРО 1   | ГРО 2   | СМО 1   | СМО 2   | НИЖ 1 Сход | НИЖ 2 7    | КАЗ 1    | КАЗ 2    | MRW 1      | MRW 2    |            |         |            |          |       |       | 18    | 31    |
| 2018 | AG Team              | Kia Rio     |         |         |         |         |            |            |          |          |            |          | СОЧ 1 7    | СОЧ 2 4 | ГРО 1      | ГРО 2    |       |       | 18    | 31    |

##### Туринг-Лайт
| Год  | Команда           | Автомобиль     | 1       | 2       | 3          | 4        | 5       | 6          | 7        | 8        | 9       | 10      | 11    | 12    | 13         | 14      | Место | Очки |
| ---- | ----------------- | -------------- | ------- | ------- | ---------- | -------- | ------- | ---------- | -------- | -------- | ------- | ------- | ----- | ----- | ---------- | ------- | ----- | ---- |
| 2016 | Личный зачёт      | Kia Rio        | СМО 1   | СМО 2   | НИЖ 1      | НИЖ 2    | ГРО 1   | ГРО 2      | СОЧ 1    | СОЧ 2    | MRW 1   | MRW 2   | СМО 1 | СМО 2 | КАЗ 1 6    | КАЗ 2 7 | 17    | 158  |
| 2019 | RAVON Racing Team | Ravon Nexia R3 | ГРО 1 2 | ГРО 2 8 | НИЖ 1 Сход | НИЖ 2 НС | СМО 1 6 | СМО 2 Сход | КАЗ 1 НС | КАЗ 2 НС | АДМ 1 2 | АДМ 2 1 | MRW 1 | MRW 2 | СОЧ 1 Сход | СОЧ 2 8 | 7     | 92   |

#### Результаты выступлений в чемпионате Европы по ралли-кроссу

##### Super1600
| Год  | Команда        | Автомобиль  | 1     | 2      | 3     | 4     | 5     | 6      | Место | Очки |
| ---- | -------------- | ----------- | ----- | ------ | ----- | ----- | ----- | ------ | ----- | ---- |
| 2018 | Volland Racing | Skoda Fabia | БАР 8 | ПОР 10 | НОР 2 | ФРА 1 | ЛАТ 2 | ГЕР 1  | 2     | 138  |
| 2019 | Volland Racing | Audi A1s    | БАР 1 | БЕЛ 1  | ШВЕ 2 | ГЕР 4 | ФРА 1 | ЛАТ 11 | 1     | 156  |